# Corea del Norte en los Juegos Olímpicos de Múnich 1972
Corea del Norte estuvo representada en los Juegos Olímpicos de Múnich 1972 por un total de 37 deportistas, 23 hombres y 14 mujeres, que compitieron en 10 deportes.

## Medallistas
El equipo olímpico norcoreano obtuvo las siguientes medallas:
| Nombre          | Deporte     | Competición                      |
| --------------- | ----------- | -------------------------------- |
| Oro             |             |                                  |
| Ri Ho-Jun       | Tiro        | Rifle en posición tendida 50 m M |
| Plata           |             |                                  |
| Kim U-Gil       | Boxeo       | –48 kg M                         |
| Bronce          |             |                                  |
| Kim Gwong-Hyong | Lucha libre | 52 kg M                          |
| Equipo          | Voleibol    | Torneo F                         |
| Kim Yong-Ik     | Judo        | –63 kg M                         |